# 188 f.Kr.

## Händelser

### Efter plats

#### Grekland
- Det achaiska förbundets ledare Filopoemen tågar in i norra Lakonien med sin armé, bestående av exilspartaner. Armén river den mur, som Spartas förre tyrann Nabis har byggt runt staden. Filopoemen återger därefter exilspartanerna deras spartanska medborgarskap, avskaffar den spartanska lagen och inför den achaiska lagen i dess ställe. Spartas roll som stormakt i Grekland tar slut, medan det achaiska förbundet blir den dominerande makten på Peloponnesos.

#### Romerska republiken
- De fortsatta bråken mellan de grekiska städerna och förbunden ökar romarnas övertygelse om att det inte kommer att bli fred i Grekland förrän Rom har tagit över kontrollen över området helt och hållet.
- Genom freden i Apamea (i Frygien) tvingar romarna den seleukidiske kungen Antiochos III att ge upp alla sina grekiska och anatoliska territorier så långt österut som till Taurusbergen, att erlägga 15.000 talenter under en period av tolv år och att till Rom utlämna den förre karthagiske generalen Hannibal (och hans elefanter och flotta) samt lämna gisslan, inklusive hans äldste son Demetrios.

#### Mindre Asien
- Hannibal flyr, via Kreta, till kung Prusias I av Bithynien hov. Prusias är för tillfället involverad i ett krig med Roms allierade kung Eumenes II av Pergamon.
- Efter freden i Apamea, erhåller Eumenes II provinserna Frygien, Lydien, Lykien, Pisidien och Pamfylien från sina romerska allierade, då romarna inte har någon egentlig önskan att faktiskt administrera områdena i det hellenistiska Anatolien, men vill ha en stark och vänligt sinnad stat i Anatolien, som en buffertzon mot eventuell framtida seleukidisk expansion.

## Födda
- Han Jingdi, kejsare av den kinesiska Handynastin, som kommer att härska från 156 f.Kr. Under sitt styre kommer han att kämpa för att hålla de kinesiska feodalprinsarna i schack (död 141 f.Kr.)

## Avlidna
- Han Huidi, den andre kejsaren av den kinesiska Handynastin, som har härskat sedan 195 f.Kr. (född 210 f.Kr.)